# Michel Adrien
Pour les articles homonymes, voir Adrien.
Michel Adrien est un homme politique canadien, il a été maire de la municipalité de Mont-Laurier au Québec pendant plus de 14 ans.

## Biographie
Né à Jacmel, en Haïti, il arrive au Québec en 1968 à une époque où la province avait un besoin grandissant d'enseignants.
Michel Adrien s'installe dans la municipalité de Mont-Laurier située dans les Hautes-Laurentides. Grâce à sa formation, il s'engage comme professeur de science physique à la Polyvalente St-Joseph. Son implication dans sa ville d'adoption le fait reconnaître de ses pairs et de sa communauté.
En 2003, il est honoré par L'Association des enseignants et enseignantes haïtiens du Québec.
En 2004, il reçoit la médaille des arts et métiers du multiculturalisme social, politique et rapprochement interculturel décerné par le Carrefour des communautés du Québec. La même année, il est reçu parmi les Chefs de file au Parlement du Québec.
Élu conseiller municipal de Mont-Laurier en 1995, il est réélu en 1999 puis élu maire en 2003 et réélu en 2005 pour quatre ans. Il sera le troisième maire Noir canadien du Québec après l'élection, comme maire, de son ami d'enfance Ulrick Chérubin, élu en 2002 à la tête de la ville d'Amos. Il est le 4e maire canadien né en Haïti, apres Dr. Saint-Firmin Monestime, qui est maire de Mattawa, Ontario en 1964. Il est remplacé par Daniel Bourdon.